# Thomas Springer
 Thomas Springer (6 de novembro de 1984) é um triatleta profissional austríaco.

## Carreira

### Rio 2016
Thomas Springer competiu na Rio 2016, ficando em 47º lugar com o tempo de 1:55.14.